# Winter (banda)
Winter é uma banda de doom metal dos Estados Unidos, considerada uma das pioneiras no gênero.

## Integrantes
- John Alman - vocal e baixo
- Stephen Flam - guitarra
- Joe Gonclaves - bateria

## Discografia
- Hour of Doom (1989, demo)
- Into Darkness (1990, Future Shock Records)
- Eternal Frost (1994, EP, Nuclear Blast Records)[2]